# آری (نیومکزیکو)
آری، نیومکزیکو (به انگلیسی: Arrey) یک منطقهٔ مسکونی در ایالات متحده آمریکا است که در نیومکزیکو واقع شده‌است. آری ۲۳۲ نفر جمعیت دارد و ۱٬۲۷۴٫۰۸ متر بالاتر از سطح دریا واقع شده‌است.